# Eimeria beauchampi
Eimeria beauchampi is een soort in de taxonomische indeling van de Myzozoa, een stam van microscopische parasitaire dieren. Het organisme komt uit het geslacht Eimeria en behoort tot de familie Eimeriidae. Eimeria beauchampi werd in 1917 ontdekt door Léger & Dubosq.